# Effet cocktail party
En psychoacoustique on appelle effet cocktail party la capacité à diriger son attention pour suivre un flux sonore particulier parmi une quantité d'autres émissions, tout en restant sensible à d'autres signaux sonores. Un cocktail party oblige à employer cette capacité, d'où le nom de cet effet.
Lors d'un cocktail une foule rassemblée échange des propos par petits groupes, souvent dans une ambiance musicale.
Bien que les paroles des interlocuteurs soient mélangées à une quantité d'autres flux sonores, les participants parviennent à tenir des conversations, tout en restant capable de réagir à d'autres signaux sonores. Il réagissent s'ils entendent leur nom prononcé dans un autre groupe ; il reconnaissent la musique s'ils la connaissent, bien qu'ils ne l'écoutent pas.
On peut voir l'effet cocktail party comme l'application au  champ auditif de la capacité de ségrégation figure-fond, bien connue dans le domaine de la perception visuelle. La figure est le son sur lequel on porte notre attention, le fond sonore, les bruits du cocktail. On peut suivre plusieurs discours à la fois, comme dans l'interprétation simultanée.
Une personne incapable de focaliser son attention auditive pour suivre un flux verbal dans une ambiance bruyante souffre du syndrome du banquet.

## Généralités
Colin Cherry (en) a introduit l'expression « effet cocktail-party » en 1953 dans son article « Quelques expériences sur la reconnaissance de la parole avec une ou deux oreilles ».
Cette capacité peut être endommagée par un accident vasculaire cérébral ou par certaines surdités.
Le système auditif réduit le temps pendant lequel un son masque celui qui suit quand le bruit de fond s'élève, ce qui préserve la capacité à reconnaître les sons brefs nécessaires à l'intelligibilité de la parole. Les déficiences auditives perturbent cette augmentation de la résolution temporelle de l'ouïe ; ce qui explique que les personnes atteintes ont notoirement des difficultés dans les ambiances bruyantes.